# Irena Mamczak-Gadkowska
Irena Mamczak-Gadkowska (ur. 1952) – polska historyk, dr hab. nauk humanistycznych.

## Życiorys
Od 1976 pracowała na Uniwersytecie im. Adama Mickiewicza w Poznaniu. Tam w 1984 obroniła pracę doktorską Wkład Józefa Paczkowskiego do rozwoju archiwistyki polskiej napisaną pod kierunkiem Bernarda Piotrowskiego, 19 czerwca 2006 habilitowała się na podstawie pracy zatytułowanej Archiwa państwowe w II Rzeczypospolitej. Została zatrudniona na stanowisku adiunkta w Instytucie Historii na Wydziale Historycznym Uniwersytetu im. Adama Mickiewicza.
Pracuje na stanowisku profesora uczelni na Wydziale Historii Uniwersytetu im. Adama Mickiewicza w Poznaniu.